# Jerej
Jerej (grč. hiereús : svećenik), u Pravoslavnoj crkvi, svećenik (srp. sveštenik).
Kod Židova ime jerej nosili su mnogobožački svećenici, koji pred običnim ljudima treba da budu sveti. U najstarijoj kršćanskoj crkvenoj literaturi taj izraz se prvo odnosi na Isusa Krista, a zatim na episkope. U posebnom uskom značenju, riječ jerej označava osobu drugog stupnja svećenstva.